# Kristian Karlsson
Pour les articles homonymes, voir Karlsson.
Kristian Karlsson (né le 6 août 1991) est un pongiste suédois, gaucher.

## Biographie
Né à Trollhättan, Västra Götaland, il a commencé à jouer au tennis de table dans sa ville natale à l'âge de 8 ans. 
Il a progressé très rapidement à partir de 2011, en passant en quelques mois de la 434e à la 134e place mondiale.
Il évolue dans le club d'AS Pontoise-Cergy TT durant les saisons 2013-2014, 2014-2015, et 2015-2016, club avec lequel il remporte la ligue des champions de tennis de table à 2 reprises. Il est classé 26e mondial en avril 2016, et rejoint le club allemand de Düsseldorf pour la saison 2016-2017.

## Palmarès
Il remporte en 2012 l'Open de Corée du Sud ITTF en catégorie -21 ans, et atteint les quarts de finale en double lors des Championnats d'Europe de tennis de table en 2011, et remporte la médaille d'argent en 2012.
Il est qualifié pour les Jeux olympiques d'été de 2016 compte tenu de son classement mondial.
Il est médaillé d'argent par équipes aux Jeux européens de 2023.